# Outi Koski
Outi Koski (Hyvinkää, 20 aprile 1961) è un'ex cestista finlandese.

## Carriera
Con la Finlandia ha disputato due edizioni dei Campionati europei (1980, 1981).